# 923

## Починали
- 15 юни – Робер I, крал на Франция
- 15 юни – Робер Силни, крал на Франция